# Korps Mariniers

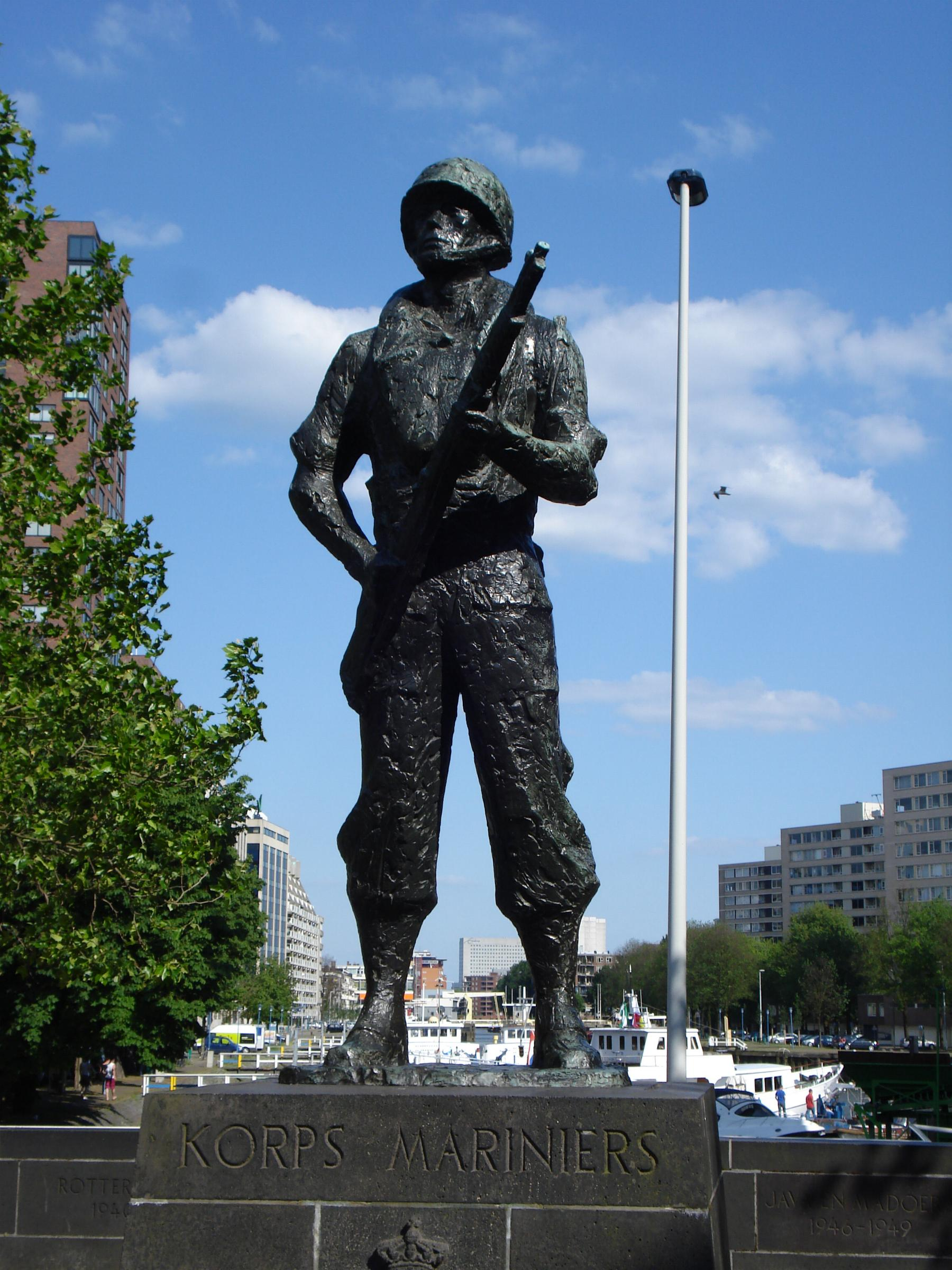
Mariniersbild in Rotterdam

Als Korps Mariniers wird die königliche niederländische Marineinfanterie bezeichnet, die Teil der niederländischen Marine (Koninklijke Marine) ist. Das niederländische Marineinfanteriekorps gehört zu den ältesten Eliteeinheiten weltweit und gilt als sehr gut ausgebildet und ausgerüstet.

## Geschichte
Das Korps wurde am 10. Dezember 1665 während des Zweiten Englisch-Niederländischen Seekrieges vom Ratspensionär und inoffiziellen Anführer der Republik Johan de Witt und dem Admiral Michiel de Ruyter als Regiment de Marine aufgestellt. Der erste Kommandeur war Willem Joseph van Ghent. Die Holländer hatten bereits im Ersten Englisch-Niederländischen Seekrieg erfolgreich spezialisierte Soldaten auf ihren Schiffen eingesetzt. Das Korps wurde nach dem spanischen (1537), dem portugiesischen (1610), dem französischen (1622) und dem englischen (1664) Marinekorps aufgestellt, und ist damit das fünftälteste Marineinfanteriekorps der Welt. Wie das britische Korps wurde es in dieser Zeit jedoch mehrmals aufgelöst und wieder aufgestellt. Am 20. März 1801 wurde eine neue Marineinfanterieeinheit der Batavischen Republik aufgestellt. Louis Bonaparte hob das Korps Koninklijke Grenadiers van de Marine am 14. August 1806 aus. Das heutige Korps wurde 1814 aufgestellt und erhielt 1817 seinen Namen, den es bis heute beibehalten hat. Am 11. Juni 1977 befreite das Korps die Geiseln bei der  Zugentführung von De Punt durch neun bewaffneten molukkischen Terroristen.
Schlachten und Gefechte, in denen sich die Mariniers ausgezeichnet haben:
- Chatham (1667)
- Kijkduin (1673)
- Sennefe (1674)
- Doggerbank (1781)
- Algier (1816)
- Atjeh (1873–76)
- Bali  (1846–49)
- Rotterdam (1940)
- Java (1942)
- Java und Madura (1947–1948)
- Neuguinea (1962)

## Struktur

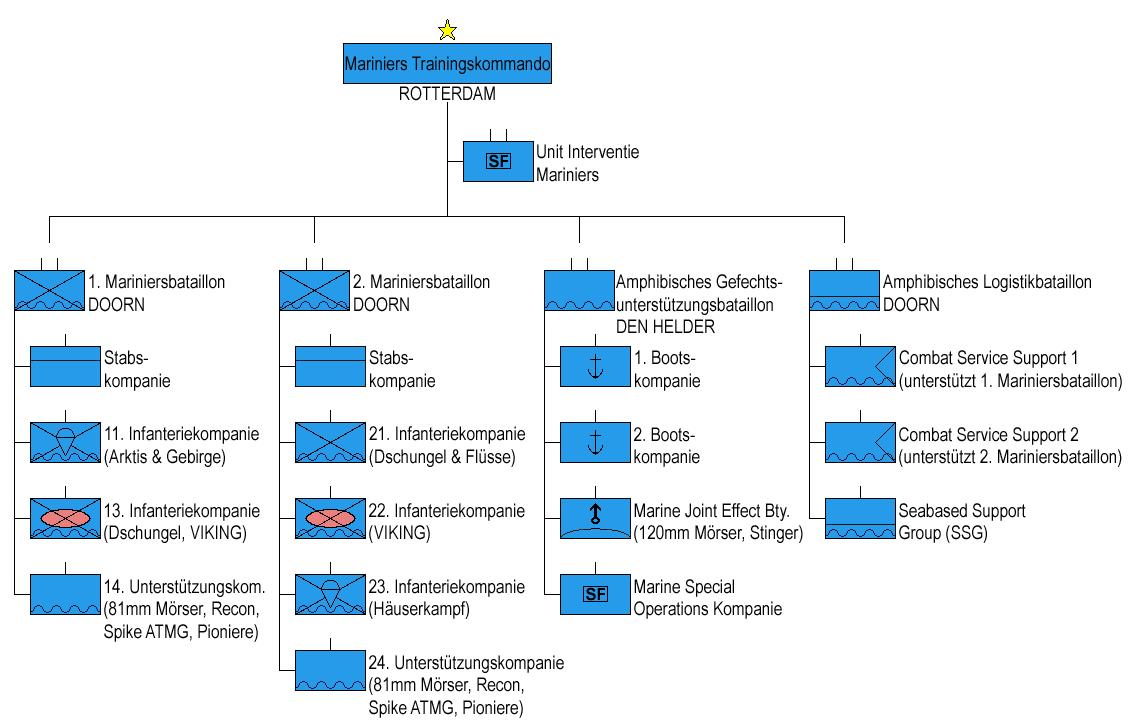
Struktur des Korps Mariniers

Das Korps Mariniers wird vom Mariniers Trainingskommando (Mariniers Trainings Commando oder MTC) mit Hauptquartier in Rotterdam geführt. Das MTC ist der Nachfolger des Führungskommandos der operativen Einheiten der Mariniers (Groep Operationele Eenheden Mariniers oder GOEM) und führt heute vier Bataillone. Es ist für die Führung und Ausbildung der unterstellten Einheiten zuständig und untersteht dem Kommandeur der Niederländischen Marine (Commandant NLMARFOR). Im Einsatzfall würden die Mariniersbataillone von den zwei Dock-Landungsschiffen der Rotterdam-Klasse an den Einsatzort transportiert und dort angelandet. Das 3. Mariniersbataillon besteht heute aus zwei Kompanien, welche auf den Niederländischen Antillen stationiert sind und unterstehen direkt dem Marine-Kommandeur Karibik. Dem MTC unterstehen zurzeit folgende Einheiten:

### 1. Mariniersbataillon
Das 1. Mariniersbataillon (1MARNSBAT) untersteht dem Britisch-Niederländischen Landungsverband (British/Neederlands Landing Force, abgekürzt UK/NL LF), welcher als solcher seit 1973 besteht. Das 1MARNSBAT besteht aus:
- Stabskompanie
- 2 Infanteriekompanien: der 11., spezialisiert auf Operationen im Gebirge und der Arktis, sowie der 13. spezialisiert auf Einsätze im Dschungel und mit BvS-10-VIKING-Transportpanzern ausgerüstet
- 14. Gefechtsunterstützungskompanie mit Spike-Panzerabwehrlenkwaffen, 81-mm-Mörsern, Pionieren, Scharfschützen und Aufklärern

### 2. Mariniersbataillon

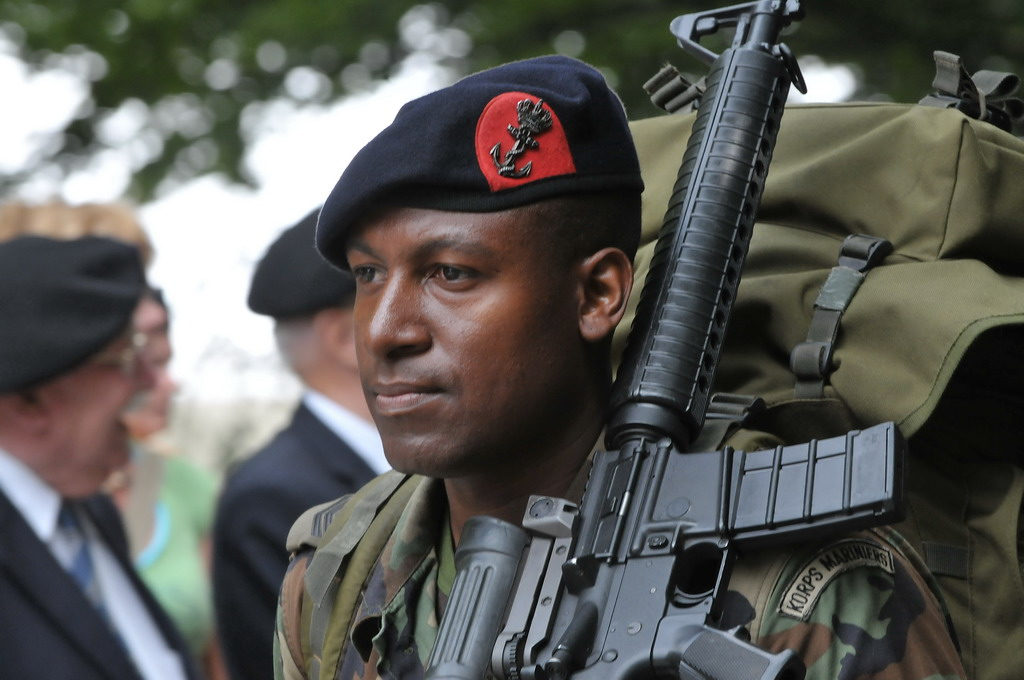
Marinier

Das 2. Mariniersbataillon (2MARNSBAT) ist ein schneller Eingreifverband. Das Bataillon ist deshalb häufig in Mission der Vereinten Nationen unterwegs. Das 2MARNSBAT besteht aus:
- Stabskompanie
- 3 Infanteriekompanien: der 21., spezialisiert auf Operationen im Dschungel und auf Flüssen, der 22., ausgerüstet mit BvS-10-VIKING-Transportpanzern, sowie der 23. spezialisiert auf den Häuserkampf
- 24. Gefechtsunterstützungskompanie mit Spike-Panzerabwehrlenkwaffen, 81-mm-Mörsern, Pionieren, Scharfschützen und Aufklärern

### Amphibisches Gefechtsunterstützungsbataillon
Das Amphibische Gefechtsunterstützungsbataillon (AMFGEVSTBAT) dient – wie es der Name schon sagt – den Marinebataillonen zur Unterstützung im Einsatz. Dazu gehören die Unterstützung mit schweren Waffen, Flugabwehrkräften, die Bereitstellung von Landungsbooten, sowie die truppendienstliche Führung von Spezialkräften. Es ist in Den Helder stationiert. Das AMFGEVSTBAT besteht aus:
- 2 Bootskompanien, die alle amphibischen Mittel zur Durchführung von Landungen sowie die Strandmeisterkräfte beinhalten
- Marine Joint Effect Batterie, welche die Mariniers mit 120-mm-Mörser und Stinger-Flugabwehr-Lenkwaffen unterstützt
- Marine Special Operations Kompanie, welche die Spezialkräfte ausbildet

### Amphibisches Logistikbataillon
Die logistische Einsatzversorgung übernimmt das Amphibische Logistikbataillon (AMFLOGBAT). Es besteht aus drei Kompanien:
- Combat Service Support 1 (unterstützt das 1. Mariniersbataillon)
- Combat Service Support 2 (unterstützt das 2. Mariniersbataillon)
- Seabased Support Group

### Unit Interventie Mariniers
Die Unit Interventie Mariniers bündelt alle Spezialkräfte des MTC in einem Verband und wird in naher Zukunft mit dem Korps Commandotroepen des Niederländischen Heers, einem noch im Aufbau befindlichen Spezialkräftekommandos des niederländischen Militärs, unterstellt werden. Mit dem Wechsel wird auch eine Umbenennung in Maritime Special Operations Forces (MARSOF) einhergehen. Die Unit Interventie Mariniers umfasst neben allgemeinen Spezialkräften auch Kampfschwimmer und einen Gebirgsaufklärungszug.

## Ausrüstung

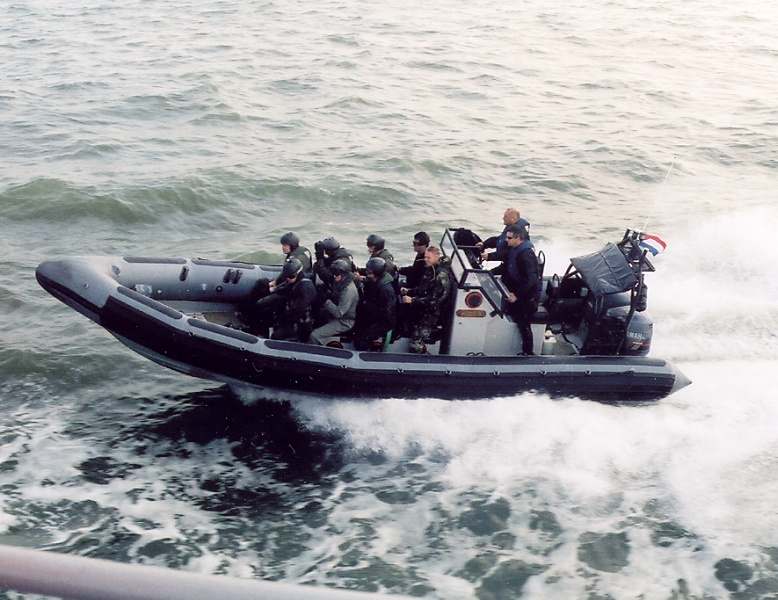
Mariniers in einem RIB

### Leichte Waffen
Die Ausrüstung des Korps Mariniers unterscheidet sich nicht wesentlich von der des königlich niederländischen Heeres.

### Gepanzerte Fahrzeuge
- Transportpanzer
  - XA-188 Sisu
  - YPR-765
  - BVS-10 (gepanzert)
    - Mannschaftstransporter
- Strandmeisterfahrzeuge (Bergung von gestrandeten Landungsbooten)
  - Beach Recovery Vehicle (umgebauter Leopard 1)

### Ungepanzerte Fahrzeuge
- Land Rover Defender
- Mercedes-Benz Unimog
- Verschiedene DAF-LKW
- Volvo-Radlader
- CASE-Radlader
- Bv206D
  - Führungsfahrzeug
  - Mannschaftstransporter
  - Träger Panzermörser 120 mm

### Landungsboote
- 5 LCU (Landing Craft Utility) Mk2
- 6 LCVP (Landing Craft Vessel Personell)